# Phytosciara saetosa
Phytosciara saetosa är en tvåvingeart som först beskrevs av Franz Lengersdorf 1929.  Phytosciara saetosa ingår i släktet Phytosciara och familjen sorgmyggor. Inga underarter finns listade i Catalogue of Life.